# 星逢一夜
『星逢一夜』（ほしあいひとよ）は、宝塚歌劇団のミュージカル作品。作・演出は上田久美子が担当。

## 概要
江戸中期に藩主の子息と身分なき娘の恋を描く作品。2015年7月17日から8月17日に宝塚大劇場、同年9月4日から10月11日まで東京宝塚劇場にて、雪組により上演。なお、本公演は演出家の上田久美子の大劇場デビュー作。制作に当たっては、「郡上一揆をヒントにした」と述べている。
上田は本作で、第23回読売演劇大賞優秀演出家賞を受賞。
併演作はバイレ・ロマンティコ『La Esmeralda』（作・演出：齋藤吉正）
2017年2月、雪組中日劇場公演で再演。併演作はショーグルーヴ『Greatest HITS!』（作・演出：稲葉太地）。

## あらすじ
江戸時代中期、徳川吉宗
の時代。三日月藩の藩主の子として生まれた天野晴興は、農村で星を見るのが好きだった。そこはかつて百姓一揆があった場所で、村の子供たちから最初は歓迎されないが、次第に打ち解けて、その中の泉という娘と心を通わすようになる。しかし三日月藩では長男の跡取りが亡くなり、次男であった晴興はお城へ呼び戻されてしまう…。
そして時は流れ、出世した晴興は将軍の姪との結婚話が進んでいた。そんな中、晴興は泉と再会。しかし泉も幼なじみの源太との結婚が決まっていた。泉がまだ晴興を想っていることを察した源太は、晴興に泉を譲ろうとするが、晴興は思い悩んだ末にこれを拒否する。
さらに時は流れ、晴興は老中となり享保の改革を進めるが庶民の暮らしは貧しいものとなっていた。泉と結婚して幸せだった源太だが、貧しい暮らしから村を救うため、一揆を起こし晴興と戦う決心をする…。

## 主な配役
| 役名                                                   | 2015年雪組                 | 2017年雪組 中日劇場 |
| ------------------------------------------------------ | -------------------------- | ------------------- |
| 天野晴興[紀之介]（三日月藩藩主の次男）                 | 早霧せいな （月城かなと ） | 早霧せいな          |
| 泉（三日月藩の娘）                                     | 咲妃みゆ （彩みちる ）     | 咲妃みゆ            |
| 源太（泉の幼なじみであり、晴興の親友）                 | 望海風斗 （永久輝せあ ）   | 望海風斗            |
| 徳川吉宗（徳川幕府第8代将軍）                          | 英真なおき （真條まから ） | 香綾しずる          |
| 浩（三日月藩の民、源太の母）                           | 梨花ますみ （愛すみれ ）   | 梨花ますみ          |
| 久世正行（幕府老中）                                   | 奏乃はると （和城るな ）   | 奏乃はると          |
| 美和（晴興の母、三日月藩藩主の側室）／あおさぎ（夜鷹） | 早花まこ （星乃あんり ）   | 早花まこ            |
| 氷太（三日月藩の民、晴興の友）                         | 鳳翔大 （真地佑果 ）       | 鳳翔大              |
| 貴姫（吉宗の姪）                                       | 大湖せしる （有沙瞳 ）     | 桃花ひな            |
| 汀（三日月藩の民、ちょび康の姉）                       | 沙月愛奈 （花瑛ちほ ）     | 舞咲りん            |
| 泰三（三日月藩の民、晴興の友）                         | 蓮城まこと （諏訪さき ）   | 真地佑果            |
| 鈴虫膳右衛門（晴興の養育係）                           | 香綾しずる （天月翼 ）     | 真那春人            |
| 井上重之（幕府奏者番）                                 | 朝風れい （瀬南海はや ）   | 透真かずき          |
| 吉野（美和の侍女）／あざみ（夜鷹）                     | 千風カレン （華蓮エミリ ） | 千風カレン          |
| 珠姫（大名家の姫）                                     | 此花いの莉 （白峰ゆり ）   | 杏野このみ          |
| かじか（夜鷹）                                         | 此花いの莉 （白峰ゆり ）   | 白峰ゆり            |
| 佐々甚五郎（三日月藩国元家老）                         | 透真かずき （叶ゆうり ）   | 透真かずき          |
| 寿姫（大名家の姫）                                     | 雛月乙葉 （沙羅アンナ ）   | 笙乃茅桜            |
| こがら（夜鷹）                                         | 雛月乙葉 （沙羅アンナ ）   |                     |
| 渡瀬義一郎（三日月藩家臣）                             | 央雅光希 （璃央じゅん ）   | 凰華はるな          |
| 湧（三日月藩の民、晴興の友）                           | 透水さらさ （妃華ゆきの ） | 星乃あんり          |
| 猪飼秋定（幕府天文方筆頭の青年）                       | 彩凪翔 （橘幸 ）           | 彩凪翔              |
| 豊姫（大名家の姫）                                     | 桃花ひな （妃桜ほのり ）   | 白峰ゆり            |
| やまめ（夜鷹）                                         | 桃花ひな (妃桜ほのり )     | 杏野このみ          |
| 雨吉（三日月藩の民、晴興の友）                         | 真那春人 （桜路薫 ）       | 桜路薫              |
| 雲太（三日月藩の子供）                                 | 笙乃茅桜 （野々花ひまり ） | 笙乃茅桜            |
| ちょび康（三日月藩の民、晴興の友）                     | 彩風咲奈 （陽向春輝 ）     | 彩風咲奈            |
| 天野照興（三日月藩藩主、晴興の父）                     | 久城あす （凰華はるな ）   | 天月翼              |
| 江太（三日月藩の民、晴興の友）                         | 煌羽レオ （凰華はるな ）   |                     |
| 悪童１（熊本藩の悪童）                                 | 煌羽レオ （叶ゆうり ）     |                     |
| 福姫（大名家の姫）                                     | 杏野このみ （希良々うみ ） | 星南のぞみ          |
| ゆり（夜鷹）                                           | 杏野このみ （夢乃華舞 ）   | 希良々うみ          |
| 奥平玄二郎（三日月藩家臣）                             | 悠斗イリヤ                 | 叶海世奈            |
| 滝（三日月藩の民、晴興の友）                           | 愛すみれ （月華雪乃 ）     |                     |
| 清（三日月藩の民、晴興の友）                           | 星乃あんり （彩月つくし ） | 沙月愛奈            |
| 鍋島直実（佐賀藩藩主）                                 | 桜路薫 （ゆめ真音 ）       | 凰華はるな          |
| 悪童２（熊本藩の悪童）                                 | 桜路薫 （叶海世奈 ）       |                     |
| 細川慶勝（熊本藩藩主、晴興のライバル）                 | 月城かなと （叶ゆうり ）   | 煌羽レオ            |
| 染一（三日月藩の民、晴興の友）                         | 天月翼 （星加梨杏 ）       |                     |
| 悪童３（熊本藩の悪童）                                 | 天月翼 （彩波けいと ）     |                     |
| 雷太（三日月藩の子供）                                 | 花瑛ちほ （ゆめ真音 ）     | 羽織夕夏            |
| 寧姫（大名家の姫）                                     | 白峰ゆり （琴羽りり ）     | 羽織夕夏            |
| 悪童４（熊本藩の悪童）                                 | 和城るな （眞ノ宮るい ）   |                     |
| 立ち売り                                               | 妃桜ほのり （咲妃みゆ ）   | 涼花美雨            |
| 瓜田彦三郎（三日月藩家臣）                             | 橘幸 （碧月れん ）         | 彩波けいと          |
| 澪（三日月藩の民、晴興の友）                           | 妃華ゆきの （蒼井美樹 ）   | 蒼井美樹            |
| 永二（三日月藩の民、晴興の友）                         | 真地佑果 （日和春磨 ）     |                     |
| かのこ（夜鷹）                                         | 蒼井美樹 （水沙瑠流 ）     |                     |
| 汐太〈青年〉（泉の弟）                                 | 永久輝せあ （縣千 ）       | ゆめ真音            |
| 嘉姫（大名家の姫）                                     | 沙羅アンナ （美華もなみ ） | 希良々うみ          |
| 藤堂高親（津藩藩主）                                   | 叶ゆうり （汐聖風美 ）     | 日和春磨            |
| 涼（三日月藩の民、晴興の友）                           | 有沙瞳 （星南のぞみ ）     | 妃華ゆきの          |
| 稲次勘四郎（三日月藩家臣）                             | 真條まから （麻斗海伶 ）   | 日和春磨            |
| 凛（三日月藩の子供）                                   | 星南のぞみ （羽織夕夏 ）   | 星南のぞみ          |
| 悪童６（熊本藩の悪童）                                 | 陽向春輝 （望月篤乃 ）     |                     |
| 悪童５（熊本藩の悪童）                                 | 諏訪さき （朝澄希 ）       |                     |
| 汐太〈幼年〉（泉の弟）                                 | 月華雪乃 （羽織夕夏 ）     | 美華もなみ          |
| 浪（三日月藩の民、晴興の友）                           | 彩みちる （桜庭舞 ）       | 星吹彩翔            |

＊（）内は新人公演キャスト。不明点は空白とする。

## スタッフ
- 作・演出：上田久美子
- 作曲・編曲：高橋誠、青木朝子、高橋恵
- 音楽指揮：佐々田愛一郎（大劇場）、西野淳（東京宝塚）
- 振付：若央りさ、峰さを理
- 殺陣：清家三彦
- 装置：新宮有紀
- 衣装：任田幾英
- 照明：勝柴次朗
- 音響：実吉英一
- 小道具：加藤侑子
- 歌唱指導：山口正義
- 衣装生地提供：ニットーボー